# Onna (Okinawa)
Onna (Japans: 恩納村, Onna-son) is een dorp in het District Kunigami in de prefectuur Okinawa, Japan.
Op 1 maart 2008 had de gemeente 9737 inwoners. De bevolkingsdichtheid bedroeg 192 inw./km². De oppervlakte van de gemeente is 50,8 km².